# Прозріння (фільм, 1987)
«Прозріння» («Прозрение») — радянський фільм-балет 1987 року, поставлений Феліксом Слідовкером і Борисом Ейфманом на Ленінградському телебаченні.

## Сюжет
Фільм-балет. У постановці і за лібретто Бориса Ейфмана балет-притча про любов царя та простолюдинки. Танцюють артисти Ленінградського Нового балету під проводом Бориса Ейфмана.

## У ролях
- Сергій Фокін — головна роль
- Марина Мельникова — головна роль
- Вікторія Гальдікас — роль другого плану
- Микола Козлов — роль другого плану
- Рустам Купрієв — роль другого плану

## Знімальна група
- Режисери — Фелікс Слідовкер, Борис Ейфман
- Сценарист — Борис Ейфман
- Оператор — Олександр Тафель
- Композитор — Тимур Коган